# Aleksiej Botian
Aleksiej Nikołajewicz Botian (ros. Алексей Николаевич Ботян, biał. Аляксей Мікалаевіч Бацян, Aleksander Bocian, ps. „Alosza”; ur. 10 lutego 1917 we wsi Czertowica na Wileńszczyźnie, zm. 13 lutego 2020 w Moskwie) – Białorusin, wieloletni pracownik radzieckich służb specjalnych, żołnierz polski w czasie wojny obronnej (wg słów samego Botiana, które nie mają potwierdzenia w polskich dokumentach), radziecki wywiadowca, dywersant i partyzant podczas II wojny światowej, któremu rosyjska propaganda przypisuje  m.in. ocalenie Krakowa (na co nie ma żadnych dowodów), Bohater Federacji Rosyjskiej.

## Życiorys
Po ukończeniu szkoły podstawowej został zmobilizowany do Wojska Polskiego. Brał udział w wojnie obronnej 1939, podczas której jako podoficer dowodził pododdziałem artylerii przeciwlotniczej, który pod Warszawą miał zestrzelić 3 niemieckie bombowce. Po klęsce wojsk polskich przebijał się w kierunku Rumunii, ale w rejonie Lwowa został wzięty do niewoli przez Armię Czerwoną. Zdołał z niej uciec, po czym powrócił na rodzinną Wileńszczyznę. Otrzymał obywatelstwo sowieckie. Pracował jako nauczyciel w szkole podstawowej. Był działaczem Komsomołu. Wiosną 1941 wyjechał do Moskwy, gdzie ukończył szkołę wywiadowczą NKWD.
Po ataku III Rzeszy na Związek Radziecki został oficerem Samodzielnej Brygady Strzelców Zmotoryzowanych Specjalnego Przeznaczenia, podporządkowanej IV Zarządowi NKWD (od 1943 przeformowana w dywizję, wraz z IV Zarządem podporządkowano ją NKGB). W listopadzie na czele grupy zwiadowczo-dywersyjnej został przerzucony na tyły frontu. Następnie uczestniczył w walkach obronnych pod Moskwą. Od 1942 działał na okupowanych terenach zachodniej Ukrainy i Białorusi. Prowadził działania wywiadowczo-dywersyjne samodzielnie lub w składzie oddziałów partyzanckich. W 1943 objął funkcję zastępcy ds. wywiadu dowódcy oddziału partyzanckiego mjr. Wiktora A. Karasiowa walczącego min. na Żytomierszczyźnie. Przyjął pseudonim „Alosza”. Na początku września tego roku dowodził akcją wysadzenia niemieckiego komisariatu w Owruczu, za co przedstawiono go do nagrodzenia tytułem Bohatera Związku Radzieckiego.
Na początku maja 1944 na czele dwudziestoośmioosobowej grupy partyzanckiej przeszedł na południowe ziemie polskie w celu organizacji wywiadu w rejonie Krakowa. Uczestniczył w różnych akcjach partyzanckich m.in. nocą 16/17 maja 1944, wspólnie z oddziałami Armii Ludowej im. Langiewicza, im. Głowackiego i im. Narutowicza, na cztery godziny zajął Iłżę rozbijając miejscowe więzienie i uwalniając przetrzymywanych, niszcząc sklepy niemieckie, organizując akcję zaopatrzeniową i ostrzeliwując miejscowy posterunek żandarmerii  O ile utrzymywał dobre stosunki z Batalionami Chłopskimi) to z oddziałami partyzanckimi Armii Krajowej miał je złe, gdyż na polecenie Sowietów prowadził rozpoznanie miejscowych sił AK.   
Według powszechnie obowiązującego w Rosji przekazu w styczniu 1945 doprowadził do uratowania Krakowa przed zniszczeniem przez Niemców poprzez wysadzenie ładunków wybuchowych zgromadzonych na Zamku Królewskim w Nowym Sączu. Jest to jest nieprawdą, gdyż akcję tę przeprowadzilo kilku żołnierzy Batalionów Chłopskich pod dowództwem Tadeusza Dymela  (patrz hasło: Zamek Królewski w Nowym Sączu). Jak również nieprawdopodobne jest, by wody Jeziora Rożnowskiego mogły dotrzeć do Krakowa, z odległości ponad stu kilometrów.  
Prawdopodobnie w pierwszych dniach maja 1945 ze strony AK doszło do nieudanego zamachu na A.N. Botiana. Został on przerzucony na tereny Czechosłowacji.
Po zakończeniu wojny Aleksiej Botian służył w stopniu kapitana bezpieczeństwa państwowego w I Zarządzie Narkomatu Bezpieczeństwa Państwowego ZSRR (od 1946 Ministerstwa Bezpieczeństwa Państwowego ZSRR, zaś od 1954 Komitetu Bezpieczeństwa Państwowego ZSRR). W tym czasie wypełniał liczne misje zagraniczne pracując m.in. ponownie w Czechosłowacji. Pełnił funkcję konsultanta Grupy Specjalnego Przeznaczenia Wympieł. Doszedł do stopnia pułkownika bezpieczeństwa państwowego. W 1983 odszedł ze służby. Do 1989 pracował w KGB jako cywilny specjalista. 9 maja 2007 dekretem Prezydenta Federacji Rosyjskiej otrzymał tytuł Bohatera Federacji Rosyjskiej za „męstwo i heroizm, które wykazał podczas operacji oswobodzenia polskiego miasta Krakowa i uniemożliwienie zniszczenia go przez niemieckich faszystów w czasie Wielkiej Wojny Ojczyźnianej 1941–1945 roku”.
W 2017, z okazji swoich setnych urodzin, został odznaczony Orderem „Za zasługi dla Ojczyzny”.

## Życie prywatne
Ożenił się z Czeszką Heleną Gincel (Galina Władimirowna Botian), władał językami polskim, czeskim i niemieckim. Mieszkał w Moskwie.

## W literaturze
Rosyjskie media twierdzą, że Aleksiej Botian był pierwowzorem tytułowego bohatera powieści Major Wicher autorstwa Juliana Siemionowa zaliczającej się do cyklu powieści Siemionowa o radzieckim agencie „Justusie”, jednak Stirlitz jest tutaj postacią drugoplanową. W rzeczywistości głównym pierwowzorem „Majora Wichra” był Jewhenij Berezniak, Ukrainiec. „We współczesnej Rosji Ukrainiec nie może być herosem, zamieniono go więc na Rosjanina czystej krwi, Aleksieja Botiana – wyjaśnia Krystyna Kurczab-Redlich. – Telewizja rosyjska pokazała też film Szczęście wywiadowcy, jakoby rekonstruujący fikcyjne akcje uratowania Krakowa z Aleksiejem Botianem w roli głównej. Zdaniem historyków jest to część realizacji planu prezydenta Władimira Putina przywracania ZSRR i Rosji głównej roli w historii II wojny światowej.
Powieść Major Wicher opowiada o akcji ocalenia Krakowa przed wysadzeniem w powietrze. W rzeczywistości nie było żadnego takiego planu. W znanych historykom polskim, niemieckim i zagranicznym archiwaliach Niemiec nie istnieją jakiekolwiek przesłanki, że o takim planie dyskutowano. Istniał jedynie niemiecki plan zabezpieczenia Wawelu przed możliwymi sowieckimi bombami lotniczymi. Niemcy zaminowali, zgodnie z ówczesnymi regułami wojny, mosty na Wiśle oraz elektrownię i gazownię. Mosty wysadzili. Tylko albo aż tyle. Ale jaki interes mieliby Niemcy w wysadzeniu Krakowa? – pyta retorycznie historyk profesor Andrzej Chwalba z Uniwersytetu Jagiellońskiego.

## Odznaczenia

### Federacja Rosyjska
- Złota Gwiazda Bohatera Federacji Rosyjskiej – 9 maja 2007[7]
- Order „Za zasługi dla Ojczyzny” IV klasy – 2017
- Order Męstwa IV klasy
- Medal jubileuszowy „50-lecia zwycięstwa w Wielkiej Wojnie Ojczyźnianej 1941–1945”
- Medal jubileuszowy „60-lecia zwycięstwa w Wielkiej Wojnie Ojczyźnianej 1941–1945”
- Medal jubileuszowy „65-lecia zwycięstwa w Wielkiej Wojnie Ojczyźnianej 1941–1945”
- Medal jubileuszowy „70-lecia zwycięstwa w Wielkiej Wojnie Ojczyźnianej 1941–1945”
- Pamiątkowa Odznaka „75 lat bitwy pod Moskwą”

i inne

### Związek Radziecki
- dwukrotnie Order Czerwonego Sztandaru
- Order Wojny Ojczyźnianej I klasy
- Order Czerwonego Sztandaru Pracy
- Medal „Za zasługi bojowe”
- Medal 100-lecia urodzin Lenina
- Medal „Partyzantowi Wojny Ojczyźnianej” I klasy
- Medal „Za obronę Moskwy”
- Medal „Za zwycięstwo nad Niemcami w Wielkiej Wojnie Ojczyźnianej 1941–1945”
- Medal jubileuszowy „Dwudziestolecia zwycięstwa w Wielkiej Wojnie Ojczyźnianej 1941–1945”
- Medal jubileuszowy „Trzydziestolecia zwycięstwa w Wielkiej Wojnie Ojczyźnianej 1941–1945”
- Medal jubileuszowy „Czterdziestolecia zwycięstwa w Wielkiej Wojnie Ojczyźnianej 1941–1945”
- Medal Weterana Sił Zbrojnych ZSRR
- Medal jubileuszowy „30 lat Armii Radzieckiej i Floty”
- Medal jubileuszowy „40 lat Sił Zbrojnych ZSRR”
- Medal jubileuszowy „50 lat Sił Zbrojnych ZSRR”
- Medal jubileuszowy „60 lat Sił Zbrojnych ZSRR”
- Medal jubileuszowy „70 lat Sił Zbrojnych ZSRR”
- Medal „Za nienaganną służbę” I klasy
- Medal „Za nienaganną służbę” II klasy
- Odznaka „Zasłużony Funkcjonariusz KGB”

W 1943 został przedstawiony do nagrodzenia tytułem Bohatera Związku Radzieckiego za zniszczenie Gebietskommissar w Owruczu. Śmierć poniosło wtedy 80 oficerów hitlerowskich, jednak wniosek o nagrodzenie Botiana odrzucono.

### Polska Ludowa
- Krzyż Srebrny Orderu Virtuti Militari
- Złoty Medal „Polakom byłym żołnierzom Armii Czerwonej”